# Philibert Évariste Ciattoni
Pour les articles homonymes, voir Ciattoni.
Philibert Évariste Ciattoni (Filibertu Evaristu Ciattoni) est avec Don Luiggi Giafferi et Andrea Colonna Ceccaldi, l'un des trois généraux fondateurs de la Nation corse.  
Au début du XVIIIe siècle, les Corses constituent un régiment complet au service de Naples, et au milieu de ce siècle remplissent les effectifs du régiment Royal-Farnèse. Quand la guerre de 40 ans éclate en 1729, nombre de Corses, dont ces premiers chefs de la rébellion, quittent ses rangs pour retourner en Corse combattre les Génois.
La Corse était alors sous domination génoise depuis 1645.
Ils organisent le  22 décembre 1730 à la Cunsulta di San Pancraziu di Biguglia (ou de Furiani l'insurrection et jurent préférer mourir que vivre génois.
Devant 4000 hommes, il aurait été proclamé général de la Nation corse.
Le 14 août 1731, Philibert Évariste Ciattoni dirige un des trois corps de troupes corses ("naziunali"), et investit la Balagne.
Cette insurrection mènera à la déclaration d'indépendance de la Corse en 1735 (consulta naziunale d'Orezza le 30 janvier 1735), Ghjacintu Paoli (père de Pascal Paoli) et Giafferi prennent alors la tête du gouvernement. Son nom y est évoqué ainsi que les nouveaux titres attribués aux généraux qui ont mené l'insurrection 

« Art. 8 - Les généraux du royaume André Ceccaldi, Hyacinthe Paoli et Philibert Evariste Ciattoni seront à l'avenir primats du royaume, et on leur donnera le nom d'Altesses Royales de la part de l'assemblée générale et de la junte. »